# 인콘
인콘(Incon Co. Ltd.)은 대한민국의 보안장비 기업이다. 본사는 서울특별시 강남구 삼성로 648 판타지오 빌딩 5층에 위치해 있다. 대표이사는 박종진이다.

## 논란
제이더블유에셋매니지먼트 주식회사로부터 직무집행정지 등 가처분 신청이 제기된 적이 있다

## 상장
2005년 12월 27일에 코스닥 시장에 상장하였다.

## 참고 문헌
1. ↑  인콘, 자영업자 위한 '공공조달플랫폼' 제공, 포천코리아, 2021.08.24
2. ↑  동전주⑩ 상승 동력 잃은 인콘, 주가 500원 근접, 비즈팩트, 2023.07.24
3. ↑  국내외 대표 물리보안 기업의 2024년 출사표-6 인콘, 보안뉴스, 2024-02-12